# Robert Forster
Robert Wallace Forster, Jr. (født 13. juli 1941, død 11. oktober 2019) var en amerikansk film- og tv-skuespiller, kendt for sine roller som John Cassellis i Haskell Wexlers Medium Cool (Chicago 68) (1969), den libanesiske terrorist Abdul Rafai i Delta Force (1986) og Max Cherry i Quentin Tarantinos Jackie Brown (1997), for hvilken han blev nomineret til en Oscar for bedste mandlige birolle.

## Filmografi
- London Has Fallen (2016)
- Olympus Has Fallen (2013)
- Jackie Brown (1997)